# Mycomya unicolor
Mycomya unicolor är en tvåvingeart som först beskrevs av Walker 1848.  Mycomya unicolor ingår i släktet Mycomya och familjen svampmyggor.
Artens utbredningsområde är Ontario. Inga underarter finns listade i Catalogue of Life.